# Битва при Боже
Би́тва при Боже́ (фр. Bataille de Baugé) — сражение, состоявшееся во время Столетней войны 22 марта 1421 года около Боже в современном французском департаменте Мен и Луара между английской и объединённой франко-шотландской армией. Битва окончилась крупным поражением англичан в Столетней войне.

## Предыстория
В 1415 году Генрих V отплыл из Англии во Францию с войском около 10 500 человек с целью возобновить войну. 25 октября 1415 года состоялась битва при Азенкуре, которая вернула Англии часть земель, принадлежавших Франции, в частности Северную Францию.
В 1419 году положение Франции было отчаянным, государство находилось в состоянии продолжающейся гражданской войны между фракцией роялистов и сторонниками герцогов Бургундских. В связи с этим дофин Карл VII обратился за помощью к шотландцам, которые собрали свою армию под руководством Джона Стюарта и Дугласа Арчибальда. Шотландская армия стала основой обороны дофина с 1419 по 1421 годы.
По возвращении Генрих в 1421 году передал управление своему наследнику Томасу Ланкастеру. Томас возглавил рейды из 4000 человек через провинции Анжу и Мэн. Этот отряд встретил франко-шотландскую армию 21 марта в небольшом городке Вьей-Боже, но так как этот день приходился на Пасху, обе стороны согласились взять короткое перемирие.

## Битва
Герцог Кларенс не осознавал, насколько велика франко-шотландская армия, и решил положиться на элемент внезапности и немедленно атаковать. Он проигнорировал советы своих помощников, графа Хантингдона и Гилберта Умфравиля, по поводу консолидации своих сил и позиций; вместо этого он приказал графу Солсбери собрать всех лучников и как можно скорее последовать за ним. Затем Кларенс, имея в наличии всего около 1500 солдат и практически без лучников, атаковал франко-шотландские позиции.
Шотландцы поспешно сплотились, и битва завязалась у моста, который Кларенс пытался перейти. Сотня шотландских лучников под командованием Роберта Стюарта де Ралстона, усиленная свитой Хью Кеннеди, удерживала мост и препятствовала проходу достаточно долго, чтобы граф Бьюкен смог собрать остальную часть своей армии.
Когда Кларенс наконец переправился через реку, он столкнулся с основными силами франко-шотландской армии. Его солдаты были спешены и хорошо защищены шотландскими лучниками. В завязавшейся схватке Джон Кармайкл де Дугласдейл сломал копье, сбив с коня герцога Кларенса.
Существует несколько версий того, как Кларенс встретил свою смерть. По мнению Бауэра, шотландский рыцарь Джон Суинтон ранил принца в лицо. Александру Бьюкенену приписывают убийство герцога булавой и удержание мертвой короны на его копье в качестве трофея.
Другая версия гласит, что ответственность за кончину Кларенса несет горский шотландец Александр Макаусленд де Леннокс. Бургундский летописец Жорж Шателен считает, что герцога убил француз.
Позже в тот же день, вероятно вечером, решительные действия предпринял Солсбери. Ему удалось окружить английских лучников и использовать их отряд, чтобы спасти то, что осталось от английских войск, и забрать некоторые тела павших солдат, включая Кларенса.